# Milano-Vignola 1988
La Milano-Vignola 1988, trentaseiesima edizione della corsa, si svolse il 20 aprile 1988 per un percorso totale di 218 km, con partenza da Rogoredo ed arrivo a Vignola. La vittoria fu appannaggio dell'italiano Adriano Baffi, il quale completò la gara in 5h08'00", alla media di 42,467, precedendo i connazionali Gianbattista Bardelloni e Stefano Allocchio.

## Ordine d'arrivo (Top 10)
| Pos. | Corridore               | Squadra      | Tempo    |
| ---- | ----------------------- | ------------ | -------- |
| 1    | Adriano Baffi           | Gis Gelati   | 5h08'00" |
| 2    | Gianbattista Bardelloni | Atala-Ofmega | s.t.     |
| 3    | Stefano Allocchio       | Château d'Ax | s.t.     |
| 4    | Luciano Boffo           | Alfa Lum     | s.t.     |
| 5    | Patrizio Gambirasio     | Selca-Cicl.  | s.t.     |
| 6    | Daniele Pizzol          | Malvor-Sidi  | s.t.     |
| 7    | Claudio Golinelli       | Alfa Lum     | s.t.     |
| 8    | Roberto Gaggioli        | Pepsi Cola   | s.t.     |
| 9    | Alessio Di Basco        | Fanini       | s.t.     |
| 10   | Angelo Tosi             | Fanini       | s.t.     |